# Kaprichaur
Kaprichaur (en népalais : काप्रिचौर) est un comité de développement villageois du Népal situé dans le district de Surkhet. Au recensement de 2011, il comptait 2 875 habitants.